# Collegio elettorale di Lodi (Senato della Repubblica)
Il collegio di Lodi fu un collegio elettorale uninominale della Repubblica Italiana appartenente alla Circoscrizione Lombardia; fu utilizzato per eleggere un senatore della Repubblica dalla I alla XIV legislatura, sebbene con forme diverse e sistemi elettorali diversi.

## Storia
Il collegio venne creato nel 1948 secondo la legge n. 29 del 6 febbraio 1948 la quale, pur basandosi sull'impianto proporzionale in vigore per la Camera, rispetto a quest'ultima conteneva alcuni piccoli correttivi in senso maggioritario. Tale legge ebbe il suo definitivo perfezionamento col Testo Unico n. 361 del 1957. Differentemente dalla Camera, la legge elettorale del Senato si articolava su base regionale, seguendo il dettato costituzionale (art.57). Ogni Regione era suddivisa in tanti collegi uninominali quanti erano i seggi ad essa assegnati. All'interno di ciascun collegio, veniva eletto il candidato che avesse raggiunto il quorum del 65% delle preferenze: tale soglia, oggettivamente di difficilissimo conseguimento, tradiva l'impianto proporzionale su cui era concepito anche il sistema elettorale della Camera Alta. Qualora, come normalmente avveniva, nessun candidato avesse conseguito l'elezione, i voti di tutti i candidati venivano raggruppati in liste di partito a livello regionale, dove i seggi venivano allocati utilizzando il metodo D'Hondt delle maggiori medie statistiche e quindi, all'interno di ciascuna lista, venivano dichiarati eletti i candidati con le migliori percentuali di preferenza.
Nel 1993, con la cosiddetta Legge Mattarella (Legge n. 276, Norme per l'elezione del Senato della Repubblica), attuata in seguito al referendum abrogativo del 1993, venne istituito per la Camera dei deputati e per il Senato della Repubblica un sistema di elezione misto, in parte maggioritario e in parte proporzionale. Il 75% dei parlamentari dell'assemblea veniva eletto in collegi uninominali tramite sistema maggioritario a turno unico; il restante 25% al Senato veniva eletto tramite recupero proporzionale dei più votati non eletti attraverso un meccanismo di calcolo denominato "scorporo", cioè sottraendo dal conteggio dei voti totali di una lista nella parte proporzionale i voti ottenuti dai candidati collegati alla medesima lista che erano eletti nei collegi uninominali con il sistema maggioritario.
Il collegio venne abolito insieme a tutti gli altri che costituivano il Senato con la promulgazione della legge elettorale successiva, la cosiddetta Legge Calderoli. Questa prevedeva un sistema proporzionale con premio di maggioranza, che al Senato veniva attribuito a livello regionale.

## 1948-1993

### Territorio
Il collegio di Lodi era uno dei 31 collegi uninominali in cui era suddivisa la Lombardia; comprendeva i seguenti comuni: Abbadia Cerreto, Bertonico, Boffalora d'Adda, Borghetto Lodigiano, Borgo San Giovanni, Brembio, Camairago, Carpiano, Casaletto Lodigiano, Casalmaiocco, Casalpusterlengo, Caselle Landi, Caselle Lurani, Castelnuovo Bocca d'Adda, Castiglione d'Adda, Castiraga Vidardo, Cavacurta, Cavenago d'Adda, Cerro al Lambro, Cervignano d'Adda, Codogno, Colturano, Comazzo, Cornegliano Laudense, Corno Giovine, Cornovecchio, Corte Palasio, Crespiatica, Dresano, Fombio, Galgagnano, Graffignana, Guardamiglio, Livraga, Locate di Triulzi, Lodi, Lodi Vecchio, Maccastorna, Mairago, Maleo, Marudo, Massalengo, Mediglia, Melegnano, Meleti, Merlino, Montanaso Lombardo, Mulazzano, Opera, Orio Litta, Ospedaletto Lodigiano, Ossago Lodigiano, Paullo, Pieve Fissiraga, Rodano, Salerano sul Lambro, San Colombano al Lambro, San Fiorano, San Giuliano Milanese, San Martino in Strada, San Rocco al Porto, San Zenone al Lambro, Sant'Angelo Lodigiano, Santo Stefano Lodigiano, Secugnago, Senna Lodigiana, Somaglia, Sordio, Terranova dei Passerini, Tribiano, Truccazzano, Turano Lodigiano, Valera Fratta, Villanova del Sillaro, Villavesco, Vizzolo Predabissi e Zelo Buon Persico.

### Dati elettorali

#### I legislatura
|                                                                                | Giovanni Maria Cornaggia Medici | Democrazia Cristiana                             | 57 558  | 47,68 |  |  |  |  |  |
|                                                                                | Giuseppe Alberganti ✔️ Eletto   | Fronte Democratico Popolare                      | 52 604  | 43,58 |  |  |  |  |  |
|                                                                                | Arrigo Cairo                    | Unità Socialista - Partito Repubblicano Italiano | 6 479   | 5,37  |  |  |  |  |  |
|                                                                                | Antonio Besana                  | Blocco Nazionale                                 | 4 071   | 3,37  |  |  |  |  |  |
| Totale                                                                         | Totale                          | Totale                                           | 120 712 | 100   |  |  |  |  |  |
|                                                                                |                                 |                                                  |         |       |  |  |  |  |  |
| Voti non validi                                                                | Voti non validi                 | Voti non validi                                  | 5 440   | 4,31  |  |  |  |  |  |
| Votanti                                                                        | Votanti                         | Votanti                                          | 126 152 | 96,60 |  |  |  |  |  |
| Elettori                                                                       | Elettori                        | Elettori                                         | 130 594 |       |  |  |  |  |  |
|                                                                                |                                 |                                                  |         |       |  |  |  |  |  |
| Nota: quorum del 65% non raggiunto; ripartizione dei seggi a livello regionale |                                 |                                                  |         |       |  |  |  |  |  |
| Data: 18 aprile 1948                                                           |                                 |                                                  |         |       |  |  |  |  |  |
| Fonte: Ministero dell'interno                                                  |                                 |                                                  |         |       |  |  |  |  |  |

#### II legislatura
|                                                                                | Giovanni Maria Cornaggia Medici ✔️ Eletto | Democrazia Cristiana                    | 60 803  | 47,11 |  |  |  |  |  |
|                                                                                | Giuseppe Alberganti                       | Partito Comunista Italiano              | 33 695  | 26,11 |  |  |  |  |  |
|                                                                                | Orazio Mottola                            | Partito Socialista Italiano             | 19 909  | 15,43 |  |  |  |  |  |
|                                                                                | Andrea Ferrari                            | Partito Nazionale Monarchico            | 3 788   | 2,94  |  |  |  |  |  |
|                                                                                | Paolo Treves                              | Partito Socialista Democratico Italiano | 3 566   | 2,76  |  |  |  |  |  |
|                                                                                | Luigi Davide Grassi                       | Partito Liberale Italiano               | 2 914   | 2,26  |  |  |  |  |  |
|                                                                                | Giuseppe Benvenuti                        | Movimento Sociale Italiano              | 2 529   | 1,96  |  |  |  |  |  |
|                                                                                | Arrigo Cairo                              | Unità Popolare                          | 1 020   | 0,79  |  |  |  |  |  |
|                                                                                | Carlo Zen                                 | Partito Repubblicano Italiano           | 600     | 0,46  |  |  |  |  |  |
|                                                                                | Bernardino Peroni                         | Alleanza Democratica Nazionale          | 231     | 0,18  |  |  |  |  |  |
| Totale                                                                         | Totale                                    | Totale                                  | 129 055 | 100   |  |  |  |  |  |
|                                                                                |                                           |                                         |         |       |  |  |  |  |  |
| Voti non validi                                                                | Voti non validi                           | Voti non validi                         | 6 287   | 4,65  |  |  |  |  |  |
| Votanti                                                                        | Votanti                                   | Votanti                                 | 135 342 | 97,39 |  |  |  |  |  |
| Elettori                                                                       | Elettori                                  | Elettori                                | 138 970 |       |  |  |  |  |  |
|                                                                                |                                           |                                         |         |       |  |  |  |  |  |
| Nota: quorum del 65% non raggiunto; ripartizione dei seggi a livello regionale |                                           |                                         |         |       |  |  |  |  |  |
| Data: 7 giugno 1953                                                            |                                           |                                         |         |       |  |  |  |  |  |
| Fonte: Ministero dell'interno                                                  |                                           |                                         |         |       |  |  |  |  |  |

#### III legislatura
|                                                                                | Edoardo Giuseppe Clerici   | Democrazia Cristiana                    | 60 900  | 44,52 |  |  |  |  |  |
|                                                                                | Francesco Scotti ✔️ Eletto | Partito Comunista Italiano              | 35 983  | 26,30 |  |  |  |  |  |
|                                                                                | Giuseppe Roda              | Partito Socialista Italiano             | 24 826  | 18,15 |  |  |  |  |  |
|                                                                                | Alfredo Angelo Ferrari     | Partito Liberale Italiano               | 5 111   | 3,74  |  |  |  |  |  |
|                                                                                | Francesco Gastaldi         | Partito Socialista Democratico Italiano | 4 331   | 3,17  |  |  |  |  |  |
|                                                                                | Ettore Bussoli             | Partito Monarchico Popolare             | 2 422   | 1,77  |  |  |  |  |  |
|                                                                                | Ottorino Piccinato         | Movimento Sociale Italiano              | 2 223   | 1,63  |  |  |  |  |  |
|                                                                                | Vittorio Enzo Alfieri      | PRI - PR                                | 731     | 0,53  |  |  |  |  |  |
|                                                                                | Alberto Mondadori          | Movimento Comunità                      | 265     | 0,19  |  |  |  |  |  |
| Totale                                                                         | Totale                     | Totale                                  | 136 792 | 100   |  |  |  |  |  |
|                                                                                |                            |                                         |         |       |  |  |  |  |  |
| Voti non validi                                                                | Voti non validi            | Voti non validi                         | 6 552   | 4,57  |  |  |  |  |  |
| Votanti                                                                        | Votanti                    | Votanti                                 | 143 344 | 97,56 |  |  |  |  |  |
| Elettori                                                                       | Elettori                   | Elettori                                | 146 933 |       |  |  |  |  |  |
|                                                                                |                            |                                         |         |       |  |  |  |  |  |
| Nota: quorum del 65% non raggiunto; ripartizione dei seggi a livello regionale |                            |                                         |         |       |  |  |  |  |  |
| Data: 25 maggio 1958                                                           |                            |                                         |         |       |  |  |  |  |  |
| Fonte: Ministero dell'interno                                                  |                            |                                         |         |       |  |  |  |  |  |

#### IV legislatura
|                                                                                | Giordano Dell'Amore ✔️ Eletto | Democrazia Cristiana                             | 60 382  | 42,80 |  |  |  |  |  |
|                                                                                | Francesco Scotti ✔️ Eletto    | Partito Comunista Italiano                       | 39 663  | 28,11 |  |  |  |  |  |
|                                                                                | E. Boccardi                   | Partito Socialista Italiano                      | 24 732  | 17,53 |  |  |  |  |  |
|                                                                                | F. D'Antonio                  | Partito Liberale Italiano                        | 6 102   | 4,33  |  |  |  |  |  |
|                                                                                | E. Lami Starnuti              | Partito Socialista Democratico Italiano          | 4 453   | 3,16  |  |  |  |  |  |
|                                                                                | C. Caporizzi                  | Movimento Sociale Italiano                       | 3 364   | 2,38  |  |  |  |  |  |
|                                                                                | G. Castoldi                   | Partito Democratico Italiano di Unità Monarchica | 1 901   | 1,35  |  |  |  |  |  |
|                                                                                | C. Mariani                    | Partito Repubblicano Italiano                    | 482     | 0,34  |  |  |  |  |  |
| Totale                                                                         | Totale                        | Totale                                           | 141 079 | 100   |  |  |  |  |  |
|                                                                                |                               |                                                  |         |       |  |  |  |  |  |
| Voti non validi                                                                | Voti non validi               | Voti non validi                                  | 6 789   | 4,59  |  |  |  |  |  |
| Votanti                                                                        | Votanti                       | Votanti                                          | 147 868 | 97,32 |  |  |  |  |  |
| Elettori                                                                       | Elettori                      | Elettori                                         | 151 935 |       |  |  |  |  |  |
|                                                                                |                               |                                                  |         |       |  |  |  |  |  |
| Nota: quorum del 65% non raggiunto; ripartizione dei seggi a livello regionale |                               |                                                  |         |       |  |  |  |  |  |
| Data: 28 aprile 1963                                                           |                               |                                                  |         |       |  |  |  |  |  |
| Fonte: Ministero dell'interno                                                  |                               |                                                  |         |       |  |  |  |  |  |

#### V legislatura
|                                                                                | Camillo Ripamonti ✔️ Eletto  | Democrazia Cristiana          | 64 066  | 43,13 |  |  |  |  |  |
|                                                                                | Giovanni Brambilla ✔️ Eletto | PCI - PSIUP                   | 52 697  | 35,48 |  |  |  |  |  |
|                                                                                | R. Thurner                   | PSI-PSDI Unificati            | 19 519  | 13,14 |  |  |  |  |  |
|                                                                                | M. Jannaccone                | Partito Liberale Italiano     | 7 663   | 5,16  |  |  |  |  |  |
|                                                                                | A. Gabrielli                 | Movimento Sociale Italiano    | 3 058   | 2,06  |  |  |  |  |  |
|                                                                                | M. Goisis                    | Partito Repubblicano Italiano | 1 532   | 1,03  |  |  |  |  |  |
| Totale                                                                         | Totale                       | Totale                        | 148 535 | 100   |  |  |  |  |  |
|                                                                                |                              |                               |         |       |  |  |  |  |  |
| Voti non validi                                                                | Voti non validi              | Voti non validi               | 8 675   | 5,52  |  |  |  |  |  |
| Votanti                                                                        | Votanti                      | Votanti                       | 157 210 | 97,54 |  |  |  |  |  |
| Elettori                                                                       | Elettori                     | Elettori                      | 161 174 |       |  |  |  |  |  |
|                                                                                |                              |                               |         |       |  |  |  |  |  |
| Nota: quorum del 65% non raggiunto; ripartizione dei seggi a livello regionale |                              |                               |         |       |  |  |  |  |  |
| Data: 19 maggio 1968                                                           |                              |                               |         |       |  |  |  |  |  |
| Fonte: Ministero dell'interno                                                  |                              |                               |         |       |  |  |  |  |  |

#### VI legislatura
|                                                                                | Camillo Ripamonti ✔️ Eletto      | Democrazia Cristiana                            | 65 200  | 41,60 |  |  |  |  |  |
|                                                                                | Rodolfo Pietro Bollini ✔️ Eletto | PCI - PSIUP                                     | 52 224  | 33,32 |  |  |  |  |  |
|                                                                                | E. M. Della Grazia               | Partito Socialista Italiano                     | 19 027  | 12,14 |  |  |  |  |  |
|                                                                                | L. Selmi                         | Partito Socialista Democratico Italiano         | 5 442   | 3,47  |  |  |  |  |  |
|                                                                                | E. Bussoli                       | Movimento Sociale Italiano                      | 5 323   | 3,40  |  |  |  |  |  |
|                                                                                | C. Lorenzetti                    | Partito Liberale Italiano                       | 5 171   | 3,30  |  |  |  |  |  |
|                                                                                | M. Goisis                        | Partito Repubblicano Italiano                   | 2 458   | 1,57  |  |  |  |  |  |
|                                                                                | R. Villa in Bigatti              | Partito Comunista (Marxista-Leninista) Italiano | 1 904   | 1,21  |  |  |  |  |  |
| Totale                                                                         | Totale                           | Totale                                          | 156 749 | 100   |  |  |  |  |  |
|                                                                                |                                  |                                                 |         |       |  |  |  |  |  |
| Voti non validi                                                                | Voti non validi                  | Voti non validi                                 | 7 298   | 4,45  |  |  |  |  |  |
| Votanti                                                                        | Votanti                          | Votanti                                         | 164 047 | 98,20 |  |  |  |  |  |
| Elettori                                                                       | Elettori                         | Elettori                                        | 167 052 |       |  |  |  |  |  |
|                                                                                |                                  |                                                 |         |       |  |  |  |  |  |
| Nota: quorum del 65% non raggiunto; ripartizione dei seggi a livello regionale |                                  |                                                 |         |       |  |  |  |  |  |
| Data: 7 maggio 1972                                                            |                                  |                                                 |         |       |  |  |  |  |  |
| Fonte: Ministero dell'interno                                                  |                                  |                                                 |         |       |  |  |  |  |  |

#### VII legislatura
|                                                                                | Camillo Ripamonti ✔️ Eletto      | Democrazia Cristiana                    | 65 265  | 39,61 |  |  |  |  |  |
|                                                                                | Rodolfo Pietro Bollini ✔️ Eletto | Partito Comunista Italiano              | 64 667  | 39,25 |  |  |  |  |  |
|                                                                                | Emilio Coccoli                   | Partito Socialista Italiano             | 18 465  | 11,21 |  |  |  |  |  |
|                                                                                | Guido Ariano                     | Partito Socialista Democratico Italiano | 4 031   | 2,45  |  |  |  |  |  |
|                                                                                | Francesco Paolo Di Bella         | Movimento Sociale Italiano              | 3 859   | 2,34  |  |  |  |  |  |
|                                                                                | Gianfranco Meani                 | Partito Repubblicano Italiano           | 3 421   | 2,08  |  |  |  |  |  |
|                                                                                | Vittorio Pagano                  | Democrazia Proletaria                   | 2 147   | 1,30  |  |  |  |  |  |
|                                                                                | Vitaliano Peduzzi                | Partito Liberale Italiano               | 2 004   | 1,22  |  |  |  |  |  |
|                                                                                | Rodolfo Pertusi                  | Partito Radicale                        | 909     | 0,55  |  |  |  |  |  |
| Totale                                                                         | Totale                           | Totale                                  | 164 768 | 100   |  |  |  |  |  |
|                                                                                |                                  |                                         |         |       |  |  |  |  |  |
| Voti non validi                                                                | Voti non validi                  | Voti non validi                         | 5 635   | 3,31  |  |  |  |  |  |
| Votanti                                                                        | Votanti                          | Votanti                                 | 170 403 | 97,63 |  |  |  |  |  |
| Elettori                                                                       | Elettori                         | Elettori                                | 174 531 |       |  |  |  |  |  |
|                                                                                |                                  |                                         |         |       |  |  |  |  |  |
| Nota: quorum del 65% non raggiunto; ripartizione dei seggi a livello regionale |                                  |                                         |         |       |  |  |  |  |  |
| Data: 20 giugno 1976                                                           |                                  |                                         |         |       |  |  |  |  |  |
| Fonte: Ministero dell'interno                                                  |                                  |                                         |         |       |  |  |  |  |  |

#### VIII legislatura
|                                                                                | Camillo Ripamonti ✔️ Eletto      | Democrazia Cristiana                         | 64 807  | 38,87 |  |  |  |  |  |
|                                                                                | Rodolfo Pietro Bollini ✔️ Eletto | Partito Comunista Italiano                   | 63 498  | 38,08 |  |  |  |  |  |
|                                                                                | U. Ronfani                       | Partito Socialista Italiano                  | 17 647  | 10,58 |  |  |  |  |  |
|                                                                                | Guido Ariano                     | Partito Socialista Democratico Italiano      | 5 597   | 3,36  |  |  |  |  |  |
|                                                                                | Gianpaolo Forti                  | Movimento Sociale Italiano                   | 3 912   | 2,35  |  |  |  |  |  |
|                                                                                | R. Bacci                         | Partito Radicale                             | 3 303   | 1,98  |  |  |  |  |  |
|                                                                                | Gianfranco Meani                 | Partito Repubblicano Italiano                | 3 295   | 1,98  |  |  |  |  |  |
|                                                                                | Vitaliano Peduzzi                | Partito Liberale Italiano                    | 3 020   | 1,81  |  |  |  |  |  |
|                                                                                | Vittorio Pagano                  | Nuova Sinistra Unita                         | 1 180   | 0,71  |  |  |  |  |  |
|                                                                                | S. Stien                         | Costituente di Destra - Democrazia Nazionale | 472     | 0,28  |  |  |  |  |  |
| Totale                                                                         | Totale                           | Totale                                       | 166 731 | 100   |  |  |  |  |  |
|                                                                                |                                  |                                              |         |       |  |  |  |  |  |
| Voti non validi                                                                | Voti non validi                  | Voti non validi                              | 8 009   | 4,58  |  |  |  |  |  |
| Votanti                                                                        | Votanti                          | Votanti                                      | 174 740 | 96,78 |  |  |  |  |  |
| Elettori                                                                       | Elettori                         | Elettori                                     | 180 547 |       |  |  |  |  |  |
|                                                                                |                                  |                                              |         |       |  |  |  |  |  |
| Nota: quorum del 65% non raggiunto; ripartizione dei seggi a livello regionale |                                  |                                              |         |       |  |  |  |  |  |
| Data: 3 giugno 1979                                                            |                                  |                                              |         |       |  |  |  |  |  |
| Fonte: Ministero dell'interno                                                  |                                  |                                              |         |       |  |  |  |  |  |

#### IX legislatura
|                                                                                | Antonio Taramelli ✔️ Eletto   | Partito Comunista Italiano              | 62 314  | 37,28 |  |  |  |  |  |
|                                                                                | Alfredo Luigi Diana ✔️ Eletto | Democrazia Cristiana                    | 57 476  | 34,38 |  |  |  |  |  |
|                                                                                | Gian Luigi Pandolfi           | Partito Socialista Italiano             | 20 276  | 12,13 |  |  |  |  |  |
|                                                                                | Gianfranco Meani              | Partito Repubblicano Italiano           | 7 564   | 4,52  |  |  |  |  |  |
|                                                                                | Gianpaolo Forti               | Movimento Sociale Italiano              | 5 848   | 3,50  |  |  |  |  |  |
|                                                                                | Alfredo Pozzi                 | Partito Liberale Italiano               | 3 911   | 2,34  |  |  |  |  |  |
|                                                                                | Guido Ariano                  | Partito Socialista Democratico Italiano | 3 681   | 2,20  |  |  |  |  |  |
|                                                                                | Maria Teresa Rossi            | Democrazia Proletaria                   | 2 940   | 1,76  |  |  |  |  |  |
|                                                                                | Adriano Ciccioni              | Partito Radicale                        | 2 570   | 1,54  |  |  |  |  |  |
|                                                                                | Guglielmina Noris             | Partito Cristiano Azione Sociale        | 371     | 0,22  |  |  |  |  |  |
|                                                                                | Turiddu De Min                | Lista per Trieste                       | 220     | 0,13  |  |  |  |  |  |
| Totale                                                                         | Totale                        | Totale                                  | 167 171 | 100   |  |  |  |  |  |
|                                                                                |                               |                                         |         |       |  |  |  |  |  |
| Voti non validi                                                                | Voti non validi               | Voti non validi                         | 11 939  | 6,67  |  |  |  |  |  |
| Votanti                                                                        | Votanti                       | Votanti                                 | 179 110 | 94,71 |  |  |  |  |  |
| Elettori                                                                       | Elettori                      | Elettori                                | 189 112 |       |  |  |  |  |  |
|                                                                                |                               |                                         |         |       |  |  |  |  |  |
| Nota: quorum del 65% non raggiunto; ripartizione dei seggi a livello regionale |                               |                                         |         |       |  |  |  |  |  |
| Data: 26 giugno 1983                                                           |                               |                                         |         |       |  |  |  |  |  |
| Fonte: Ministero dell'interno                                                  |                               |                                         |         |       |  |  |  |  |  |

#### X legislatura
|                                                                                | Alfredo Diana ✔️ Eletto     | Democrazia Cristiana                    | 61 352  | 33,96 |  |  |  |  |  |
|                                                                                | Antonio Taramelli ✔️ Eletto | Partito Comunista Italiano              | 59 626  | 33,01 |  |  |  |  |  |
|                                                                                | R. Cassago                  | Partito Socialista Italiano             | 27 508  | 15,23 |  |  |  |  |  |
|                                                                                | G. Forti                    | Movimento Sociale Italiano              | 6 723   | 3,72  |  |  |  |  |  |
|                                                                                | A. Negri                    | Partito Repubblicano Italiano           | 4 993   | 2,76  |  |  |  |  |  |
|                                                                                | M. T. Grosso in Romeo       | Lista Verde                             | 4 152   | 2,30  |  |  |  |  |  |
|                                                                                | A. Bertuzzi                 | Partito Radicale                        | 3 715   | 2,06  |  |  |  |  |  |
|                                                                                | A. V. Moro                  | Partito Socialista Democratico Italiano | 3 648   | 2,02  |  |  |  |  |  |
|                                                                                | L. Geymonat                 | Democrazia Proletaria                   | 3 484   | 1,93  |  |  |  |  |  |
|                                                                                | M. D'Angelo                 | Partito Liberale Italiano               | 2 217   | 1,23  |  |  |  |  |  |
|                                                                                | M. Moroni                   | Lega Lombarda                           | 1 721   | 0,95  |  |  |  |  |  |
|                                                                                | I. Gardellin                | Liga Veneta-Pensionati Uniti            | 1 299   | 0,72  |  |  |  |  |  |
|                                                                                | A. Crostelli                | Alleanza Popolare Pensionati            | 208     | 0,12  |  |  |  |  |  |
| Totale                                                                         | Totale                      | Totale                                  | 180 646 | 100   |  |  |  |  |  |
|                                                                                |                             |                                         |         |       |  |  |  |  |  |
| Voti non validi                                                                | Voti non validi             | Voti non validi                         | 8 955   | 4,72  |  |  |  |  |  |
| Votanti                                                                        | Votanti                     | Votanti                                 | 189 601 | 94,91 |  |  |  |  |  |
| Elettori                                                                       | Elettori                    | Elettori                                | 199 762 |       |  |  |  |  |  |
|                                                                                |                             |                                         |         |       |  |  |  |  |  |
| Nota: quorum del 65% non raggiunto; ripartizione dei seggi a livello regionale |                             |                                         |         |       |  |  |  |  |  |
| Data: 14 giugno 1987                                                           |                             |                                         |         |       |  |  |  |  |  |
| Fonte: Ministero dell'interno                                                  |                             |                                         |         |       |  |  |  |  |  |

#### XI legislatura
|                                                                                | Roberto Mongini                       | Democrazia Cristiana                    | 48 361  | 24,98 |  |  |  |  |  |
|                                                                                | Anna Maria Pedrazzi Cipolla ✔️ Eletta | Partito Democratico della Sinistra      | 35 421  | 18,29 |  |  |  |  |  |
|                                                                                | Elio Caccialanza                      | Lega Lombarda                           | 29 957  | 15,47 |  |  |  |  |  |
|                                                                                | Elio Giuseppe Luraghi                 | Partito Socialista Italiano             | 23 996  | 12,39 |  |  |  |  |  |
|                                                                                | Luigi Vinci                           | Partito della Rifondazione Comunista    | 14 867  | 7,68  |  |  |  |  |  |
|                                                                                | Pierangela Pozzoli                    | Movimento Sociale Italiano              | 6 415   | 3,31  |  |  |  |  |  |
|                                                                                | Gianni Francesco Mattioli             | Federazione dei Verdi                   | 6 071   | 3,14  |  |  |  |  |  |
|                                                                                | Arturo Negri                          | Partito Repubblicano Italiano           | 5 921   | 3,06  |  |  |  |  |  |
|                                                                                | Silvio Moretti                        | Lega Alpina Lumbarda                    | 4 080   | 2,11  |  |  |  |  |  |
|                                                                                | Vitaliano Peduzzi                     | Partito Liberale Italiano               | 3 521   | 1,82  |  |  |  |  |  |
|                                                                                | Giovanni Parisi                       | Partito Pensionati                      | 3 060   | 1,58  |  |  |  |  |  |
|                                                                                | Gianpaolo Colizzi                     | Partito Socialista Democratico Italiano | 2 692   | 1,39  |  |  |  |  |  |
|                                                                                | Gillo Dorfles                         | Lista Marco Pannella                    | 2 504   | 1,29  |  |  |  |  |  |
|                                                                                | Flavio Carretta                       | La Lega Casalinghe-Pensionati           | 1 944   | 1,00  |  |  |  |  |  |
|                                                                                | Renzo Novelli                         | Lega Lombardia Europea                  | 1 447   | 0,75  |  |  |  |  |  |
|                                                                                | Rossella Bracco                       | Sì Referendum                           | 1 323   | 0,68  |  |  |  |  |  |
|                                                                                | Maura Locarno                         | Alleanza Lombarda Autonomia             | 1 024   | 0,53  |  |  |  |  |  |
|                                                                                | Claudio Ragni                         | Caccia Pesca Ambiente                   | 546     | 0,28  |  |  |  |  |  |
|                                                                                | Elio Geri                             | Movimento Fascismo e Libertà            | 250     | 0,13  |  |  |  |  |  |
|                                                                                | Francesco Racalbuto                   | Federalismo - Pensionati Uomini Vivi    | 219     | 0,11  |  |  |  |  |  |
| Totale                                                                         | Totale                                | Totale                                  | 193 619 | 100   |  |  |  |  |  |
|                                                                                |                                       |                                         |         |       |  |  |  |  |  |
| Voti non validi                                                                | Voti non validi                       | Voti non validi                         | 10 761  | 5,27  |  |  |  |  |  |
| Votanti                                                                        | Votanti                               | Votanti                                 | 204 380 | 93,82 |  |  |  |  |  |
| Elettori                                                                       | Elettori                              | Elettori                                | 217 833 |       |  |  |  |  |  |
|                                                                                |                                       |                                         |         |       |  |  |  |  |  |
| Nota: quorum del 65% non raggiunto; ripartizione dei seggi a livello regionale |                                       |                                         |         |       |  |  |  |  |  |
| Data: 5 aprile 1992                                                            |                                       |                                         |         |       |  |  |  |  |  |
| Fonte: Ministero dell'interno                                                  |                                       |                                         |         |       |  |  |  |  |  |

## 1993-2005

### Territorio
Il collegio di Lodi era uno dei 31 collegi uninominali in cui era suddivisa la Lombardia; come previsto dal D.Lgs. del 20 dicembre 1993 n. 535, era compreso nelle province di Lodi e Milano e comprendeva i seguenti comuni: Abbadia Cerreto, Bertonico, Boffalora d'Adda, Borghetto Lodigiano, Borgo San Giovanni, Brembio, Camairago, Carpiano, Casaletto Lodigiano, Casalmaiocco, Casalpusterlengo, Caselle Landi, Caselle Lurani, Castelnuovo Bocca d'Adda, Castiglione d'Adda, Castiraga Vidardo, Cavacurta, Cavenago d'Adda, Cerro al Lambro, Cervignano d'Adda, Codogno, Colturano, Comazzo, Cornegliano Laudense, Corno Giovine, Cornovecchio, Corte Palasio, Crespiatica, Dresano, Fombio, Galgagnano, Graffignana, Guardamiglio, Livraga, Lodi, Lodi Vecchio, Maccastorna, Mairago, Maleo, Marudo, Massalengo, Mediglia, Melegnano, Meleti, Merlino, Montanaso Lombardo, Mulazzano, Opera, Orio Litta, Ospedaletto Lodigiano, Ossago Lodigiano, Paullo, Pieve Fissiraga, Rodano, Salerano sul Lambro, San Colombano al Lambro, San Fiorano, San Martino in Strada, San Rocco al Porto, San Zenone al Lambro, Sant'Angelo Lodigiano, Santo Stefano Lodigiano, Secugnago, Senna Lodigiana, Somaglia, Sordio, Tavazzano con Villavesco, Terranova dei Passerini, Tribiano, Turano Lodigiano, Valera Fratta, Villanova del Sillaro, Vizzolo Predabissi e Zelo Buon Persico.

### Eletti
| Elezione | Elezione | Senatore                | Partito                 |
| -------- | -------- | ----------------------- | ----------------------- |
|          | 1994     | Michele Arcangelo Bucci | Polo delle Libertà (FI) |
|          | 1996     | Gianni Piatti           | L'Ulivo (DS)            |
|          | 2001     | Romano Comincioli       | Casa delle Libertà (FI) |

### Dati elettorali

#### XII legislatura
|                               | Michele Arcangelo Bucci ✔️ Eletto | Polo delle Libertà           | 64 284  | 40,42 |  |  |  |  |  |
|                               | Luigi Vinci                       | Progressisti                 | 40 607  | 25,53 |  |  |  |  |  |
|                               | Guido Castellotti                 | Patto per l'Italia           | 26 039  | 16,37 |  |  |  |  |  |
|                               | Anita Matilde Pozzoli             | Alleanza Nazionale           | 9 034   | 5,68  |  |  |  |  |  |
|                               | Antonino Cipolla                  | Lega Alpina Lumbarda         | 6 157   | 3,87  |  |  |  |  |  |
|                               | Mario Birelli                     | Lista Pannella-Riformatori   | 6 096   | 3,83  |  |  |  |  |  |
|                               | Stefano Stien                     | Partito Pensionati           | 4 048   | 2,55  |  |  |  |  |  |
|                               | Antonio Gambella                  | Lega di Angela Bossi         | 1 724   | 1,08  |  |  |  |  |  |
|                               | Fiorenzo Baraldi                  | Partito della Legge Naturale | 1 050   | 0,66  |  |  |  |  |  |
| Totale                        | Totale                            | Totale                       | 159 039 | 100   |  |  |  |  |  |
|                               |                                   |                              |         |       |  |  |  |  |  |
| Voti non validi               | Voti non validi                   | Voti non validi              | 9 961   | 5,89  |  |  |  |  |  |
| Votanti                       | Votanti                           | Votanti                      | 169 000 | 93,37 |  |  |  |  |  |
| Elettori                      | Elettori                          | Elettori                     | 181 006 |       |  |  |  |  |  |
|                               |                                   |                              |         |       |  |  |  |  |  |
| Data: 27-28 marzo 1994        |                                   |                              |         |       |  |  |  |  |  |
| Fonte: Ministero dell'interno |                                   |                              |         |       |  |  |  |  |  |

#### XIII legislatura
|                               | Giancarlo Piatti ✔️ Eletto           | L'Ulivo                                  | 63 084  | 39,67 |  |  |  |  |  |
|                               | Michele Arcangelo Bucci ✔️ Eletto    | Polo per le Libertà                      | 55 341  | 34,80 |  |  |  |  |  |
|                               | Giuseppe Maria Finaguerra De Sanctis | Lega Nord                                | 28 180  | 17,72 |  |  |  |  |  |
|                               | Livio Bossi                          | Lista Pannella-Sgarbi                    | 4 239   | 2,67  |  |  |  |  |  |
|                               | Marco Ingrassia                      | Lega per l'Autonomia - Alleanza Lombarda | 2 939   | 1,85  |  |  |  |  |  |
|                               | Ugo Griffini                         | Movimento Sociale Fiamma Tricolore       | 2 423   | 1,52  |  |  |  |  |  |
|                               | Giulio Lacrima                       | Federazione Liste Civiche                | 1 500   | 0,94  |  |  |  |  |  |
|                               | Bruno Pasquinelli                    | Socialista                               | 1 328   | 0,84  |  |  |  |  |  |
| Totale                        | Totale                               | Totale                                   | 159 034 | 100   |  |  |  |  |  |
|                               |                                      |                                          |         |       |  |  |  |  |  |
| Voti non validi               | Voti non validi                      | Voti non validi                          | 10 553  | 6,22  |  |  |  |  |  |
| Votanti                       | Votanti                              | Votanti                                  | 169 587 | 91,03 |  |  |  |  |  |
| Elettori                      | Elettori                             | Elettori                                 | 186 305 |       |  |  |  |  |  |
|                               |                                      |                                          |         |       |  |  |  |  |  |
| Data: 21 aprile 1996          |                                      |                                          |         |       |  |  |  |  |  |
| Fonte: Ministero dell'interno |                                      |                                          |         |       |  |  |  |  |  |

#### XIV legislatura
|                               | Romano Comincioli ✔️ Eletto | Casa delle Libertà                       | 72 512  | 43,54 |  |  |  |  |  |
|                               | Giancarlo Piatti ✔️ Eletto  | L'Ulivo                                  | 60 250  | 36,17 |  |  |  |  |  |
|                               | Giuseppe Carlo Torri        | Partito della Rifondazione Comunista     | 9 840   | 5,91  |  |  |  |  |  |
|                               | Giacomina Nodari            | Lega per l'Autonomia - Alleanza Lombarda | 6 749   | 4,05  |  |  |  |  |  |
|                               | Suzanne Caillet             | Lista Di Pietro                          | 4 339   | 2,61  |  |  |  |  |  |
|                               | Guido Biancardi             | Lista Pannella-Bonino                    | 3 623   | 2,18  |  |  |  |  |  |
|                               | Pietro Segalini             | Democrazia Europea                       | 2 826   | 1,70  |  |  |  |  |  |
|                               | Lino Miserotti              | Partito Pensionati                       | 2 169   | 1,30  |  |  |  |  |  |
|                               | Giuseppe Salvagna           | Fiamma Tricolore                         | 1 739   | 1,04  |  |  |  |  |  |
|                               | Flavio Luigi Carretta       | Va' Pensiero Padania                     | 1 101   | 0,66  |  |  |  |  |  |
|                               | Gianmario Invernizzi        | Forza Nuova                              | 896     | 0,54  |  |  |  |  |  |
|                               | Giorgio Zanella             | Partito Liberal Popolare                 | 321     | 0,19  |  |  |  |  |  |
|                               | Guido Cupolo                | Liberaldemocratici Basta                 | 188     | 0,11  |  |  |  |  |  |
| Totale                        | Totale                      | Totale                                   | 166 553 | 100   |  |  |  |  |  |
|                               |                             |                                          |         |       |  |  |  |  |  |
| Voti non validi               | Voti non validi             | Voti non validi                          | 8 828   | 5,03  |  |  |  |  |  |
| Votanti                       | Votanti                     | Votanti                                  | 175 381 | 88,74 |  |  |  |  |  |
| Elettori                      | Elettori                    | Elettori                                 | 197 627 |       |  |  |  |  |  |
|                               |                             |                                          |         |       |  |  |  |  |  |
| Data: 13 maggio 2001          |                             |                                          |         |       |  |  |  |  |  |
| Fonte: Ministero dell'interno |                             |                                          |         |       |  |  |  |  |  |